# Rheinländer (Huhn)

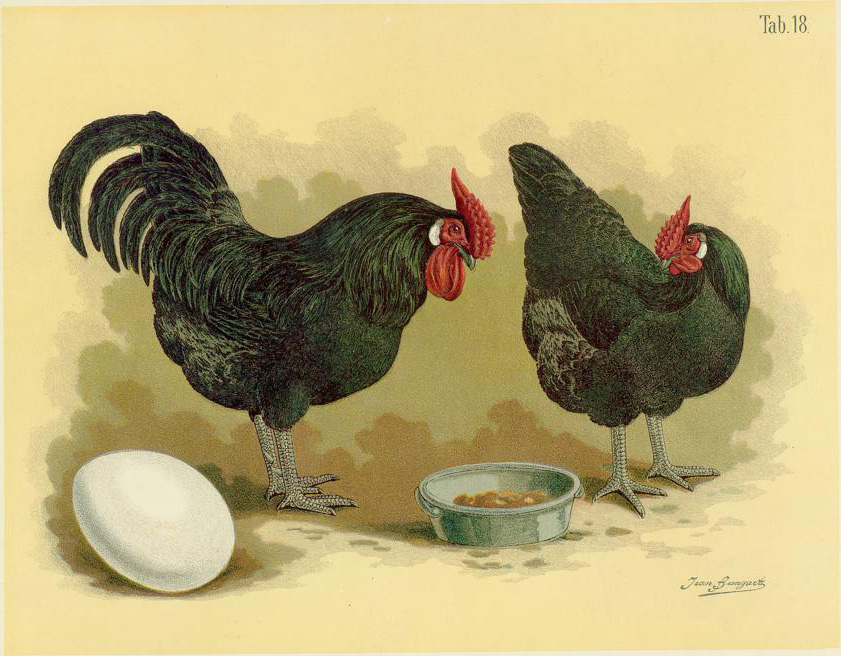
Die äußerlich ähnliche Schwesterrasse, Le Mans (Hahn und Henne)

Das Rheinländer Huhn oder der Rheinländer ist eine deutsche Hühnerrasse, welche am Ende des 19. Jhd. aus dem Eifler Landhuhn erzüchtet wurde. Es kennzeichnet sich durch eine robuste Konstitution und gute Lege- und Masteigenschaften. Es besteht auch eine Zwergvariante.

## Geschichte
Der Rheinländer entstand als der Kölner Zuckerfabrikant und Industrielle Hans Rudolph von Langen in der Eifel Bestände von ursprünglichen regionalen Hühnern fand und diese mit einer mittlerweile fast ausgestorbenen und erneut rückgezüchteten französischen Rasse – Le Mans – kreuzte. Die neue Rasse wurde von Anfang an auf Eierproduktion, Fleischansatz, Zutraulichkeit und Krankheitsresistenz selektiert. Der erste Ausstellung erfolgte 1907. Im Jahre 1908 entstand der „Rheinländer Züchter-Klub“, woraufhin verschiedene Farbschläge entwickelt wurden. Mit einem Gesamtbestand von unter 2000 Tieren ist die Rasse als „gefährdet“ (Kategorie III) eingestuft, laut der Roten Liste der Gesellschaft zur Erhaltung alter und gefährdeter Haustierrassen.

## Merkmale
Die Rasse kommt vor in den Farbschlägen schwarz, rebhuhnhalsig, silberhalsig, blau-gesäumt, gesperbert, weiß, blau-rebhuhnhalsig, weiß-schwarzcolumbia, orangehalsig,  kennfarbig und blau-silberhalsig.  Auffällig ist die rechteckige Rumpfform („Backsteinform“) und der kompakte Rosenkamm. Die Läufe sind schieferfarben, die Ohrscheiben weiß. Die Hennen legen etwa 140–180 weiße Eier pro Jahr. Die Hennen wiegen ca. 2,5 kg, die Hähne bis zu 3 kg.

## Sonderverein
In Deutschland ist der Sonderverein der Züchter der Rheinländer und Zwerg-Rheinländer Hühner e.V. für die Zuchtbetreuung zuständig.